# Agnin
Agnin ist eine französische Gemeinde im Département Isère in der Region Auvergne-Rhône-Alpes mit 1.240 Einwohnern (Stand: 1. Januar 2022). Sie gehört zum Kanton Roussillon im Arrondissement Vienne. Sie grenzt im Norden an Ville-sous-Anjou, im Osten an Anjou, im Südosten an Bougé-Chambalud, im Südwesten an Chanas und im Nordwesten an Salaise-sur-Sanne.

## Weblinks

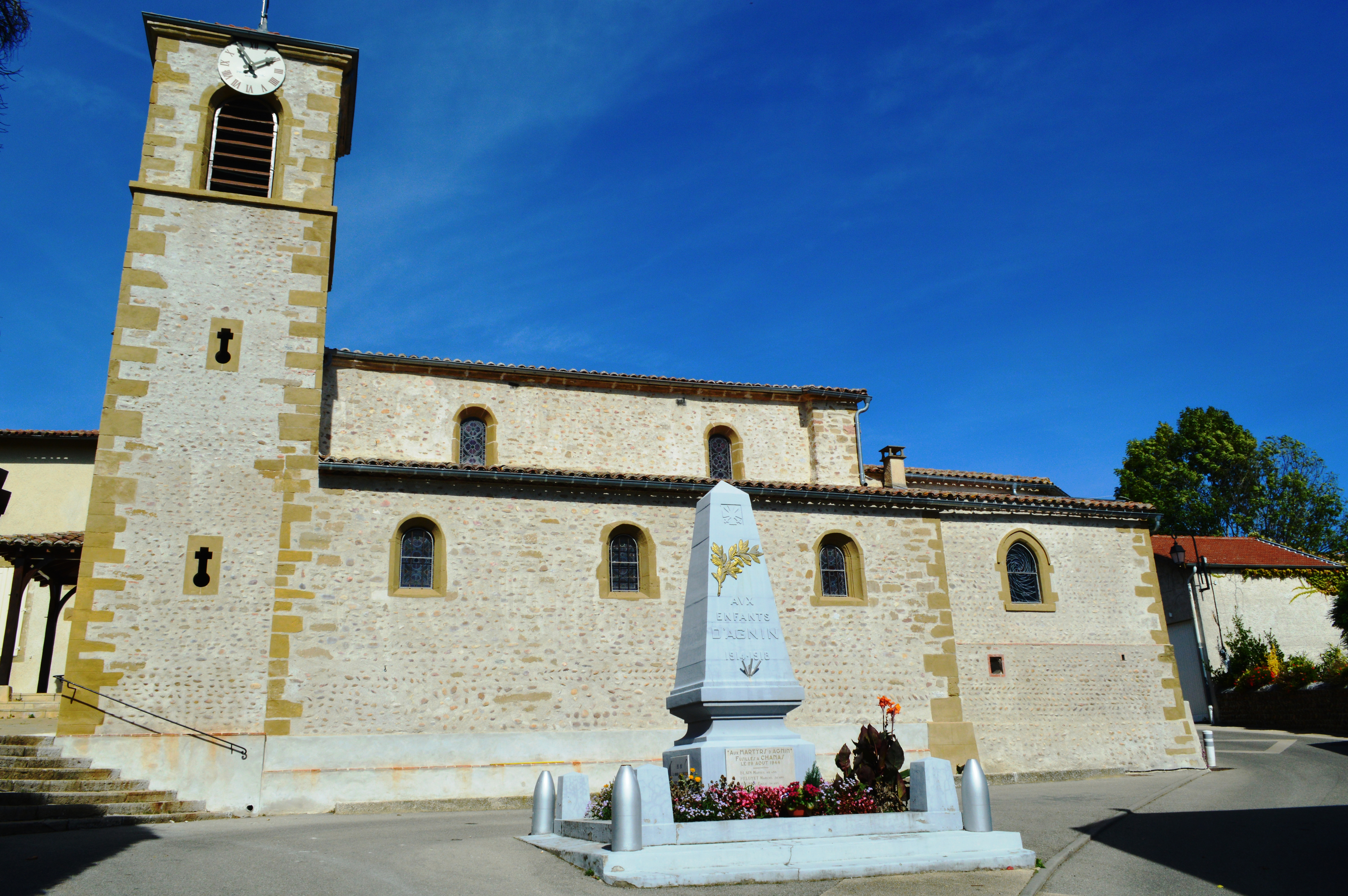
Kirche Saint-Martin und Gefallenendenkmal

## Bevölkerungsentwicklung
| Jahr                       | 1962 | 1968 | 1975 | 1982 | 1990 | 1999 | 2008 | 2018 |
| -------------------------- | ---- | ---- | ---- | ---- | ---- | ---- | ---- | ---- |
| Einwohner                  | 460  | 462  | 505  | 605  | 648  | 789  | 927  | 1127 |
| Quellen: Cassini und INSEE |      |      |      |      |      |      |      |      |